# Ciudad Apodaca (kommun)
Ciudad Apodaca är en kommun i Mexiko.   Den ligger i delstaten Nuevo León, i den centrala delen av landet, 700 km norr om huvudstaden Mexico City. Arean är 184 kvadratkilometer.
Terrängen i Ciudad Apodaca är platt.
Följande samhällen finns i Ciudad Apodaca:
- Ciudad Apodaca
- Misión San Pablo
- Loma la Paz
- Fraccionamiento Cosmópolis Octavo Sector
- Entronque Laredo-Salinas Victoria
- Fraccionamiento Misión de San Javier
- Artemio Treviño
- Radica
- Triana